# Álvaro Rubin de Pinho
Álvaro Rubim de Pinho (Manaus, 22 de fevereiro de 1922 — Salvador, 1994) foi um médico brasileiro, um dos pioneiros da psiquiatria brasileira.
Estudou e foi professor catedrático da Faculdade de Medicina da Bahia. Também foi presidente da Associação Brasileira de Psiquiatria e da Academia de Medicina da Bahia.